# Brianola sydneyensis
Brianola sydneyensis is een eenoogkreeftjessoort uit de familie van de Canuellidae. De wetenschappelijke naam van de soort is voor het eerst geldig gepubliceerd in 1973 door Hamond.